# Волосница (приток Летки)
Волосница — река в России, протекает в Прилузском районе Республики Коми. Исток и первые два километра течения находятся в Мурашинском районе Кировской области. Устье реки находится в 155 км по правому берегу реки Летка. Длина реки составляет 51 км, площадь водосборного бассейна 570 км². В верховьях, до впадения Денной Волосницы также именуется Ночная Волосница.
Исток реки на Северных Увалах в лесах близ границы Кировской области и Республики Коми в 7 км к северо-востоку от посёлка Тылай и в 28 км к северу от города Мураши. Рядом с истоком Волосницы находится исток реки Тылай, здесь проходит водораздел между бассейнами Волги и Северной Двины. Вскоре после истока река пересекает границу Кировской области и Республики Коми. Русло крайне извилистое, река многократно меняет направление течения, генеральное направление течения — восток.
Река впадает в Летку в черте села Летка. Крупное село Летка и соседняя деревня Малая Баберка — единственные населённые пункты на реке, всё течение выше проходит по ненаселённому лесному массиву.

## Притоки (км от устья)
- 2,3 км: Беберка (пр)
- 7,5 км: Шудтомъёль (пр)
- Дальшаръель (лв)
- Ручгаёль (лв)
- Рачаель (лв)
- Мачаель (лв)
- Кынмемкосмодь (пр)
- 32 км: Денная Волосница (пр)
- Койбедья (лв)
- Ивань Вож (лв)

## Данные водного реестра
По данным государственного водного реестра России относится к Камскому бассейновому округу, водохозяйственный участок реки — Вятка от истока до города Киров, без реки Чепца, речной подбассейн реки — Вятка. Речной бассейн реки — Кама.
Код объекта в государственном водном реестре — 10010300212111100031662.